# Tatort: Vier Jahre
Vier Jahre ist ein Fernsehfilm aus der Krimireihe Tatort. Der vom WDR produzierte Beitrag wurde am 6. Februar 2022 im SRF, im ORF und im Ersten ausgestrahlt. In dieser 1188. Tatort-Folge ermitteln die Kölner Ermittler Ballauf und Schenk in ihrem 83. Fall.

## Handlung
Vor vier Jahren wurde der Schauspieler Moritz Seitz dafür verurteilt, den Theaterstar Thore Bärwald nach einer Silvesterparty ermordet zu haben, und sitzt seitdem in Haft. Da meldet sich überraschend der Schauspieler Ole Stark bei den Hauptkommissaren Max Ballauf und Freddy Schenk und behauptet, der wahre Mörder zu sein. 
In einer Rückschau werden die Tatnacht und die Vorgeschichte illustriert: Das als Seriendarsteller erfolgreiche Schauspielerpaar Carolin und Moritz Seitz feiert mit Schauspielkollegen in seiner Villa eine rauschende Party. Unter den Gästen ist der früher auf der Bühne brillante, aber inzwischen nach jahrelangem Alkohol- und Cannabiskonsum als Schauspieler endgültig gescheiterte Ole Stark. Uneingeladen erscheint auch der exzentrische Thore Bärwald. Die drei kennen sich seit der Schauspielschule. Der ebenso wie Seitz stark betrunkene Bärwald fällt bald durch selbstdarstellerisches und extrem rüpelhaftes Benehmen auf und provoziert Stark. Unterdessen ruft der Nachbar Dr. Keller wegen Ruhestörung die Polizei. Die Streifenpolizisten werden vom Hausherrn herablassend behandelt und verlassen nach der Zusicherung durch Seitz’ Frau, man werde nun weniger laut sein, das Anwesen. Als Seitz Bärwald beim Sex mit seiner minderjährigen Tochter erwischt, springt Bärwald fröhlich in den Swimmingpool, worauf Seitz wütend eine halbvolle Flasche Schnaps nach ihm wirft. Später fällt einer der in Poolnähe aufgestellten Scheinwerfer ins Wasser, und der auf einer Luftmatratze treibende Bärwald stirbt an einem Stromschlag. Aufgrund der Zeugenaussage des Nachbarn Keller, der den Vorfall beobachtet haben will, wird Seitz als Mörder verurteilt. Unklar bleibt, warum Bärwalds Leiche Kopfverletzungen aufweist, die offenbar postmortal zugefügt wurden.
Vier Jahre später erscheint Stark bei der Polizei und behauptet, nicht Seitz, sondern er selbst habe den Scheinwerfer in den Pool gekippt. Das Verfahren wird wiederaufgenommen, Stark wird wegen Mordes verurteilt und Seitz aus der Haft entlassen. Als Seitz nach Hause kommt, muss er feststellen, dass seine Frau Carolin, die seit Seitz’ Verurteilung keine Schauspielengagements mehr bekam und nun als Kellnerin arbeitet, einen Liebhaber hat, der bereits in der Villa eingezogen ist. Es handelt sich dabei um den Polizeibeamten Frank Heise, der in der Tatnacht mit seinem Kollegen Topal wegen der Ruhestörungsanzeige am Tatort gewesen, nach einem zweiten Anruf nochmals erschienen war und die im Wasser treibende Leiche entdeckt hatte. Seitz zieht dennoch wieder ein. Die beiden Männer verheimlichen ihre gegenseitige Abscheu nicht, misstrauen einander und wechseln zynische Bemerkungen. Nach einiger Zeit scheint Carolin emotional zwischen den beiden Männern zu schwanken.
Die Kommissare Ballauf und Schenk, die Starks Geständnis für gespielt und frei erfunden halten, werden misstrauisch und erkundigen sich sowohl über Stark als auch über Heise. Sie finden heraus, dass Stark massive Geldsorgen hat und offenbar von Seitz Geld dafür bekommen hat, dass er den Mord gesteht. Außerdem ist Heise, wie der Kollege Topal erzählt, schon seit vielen Jahren ein Fan von Carolin Seitz, war ihr in sozialen Netzwerken gefolgt und ihr als Statist bei Dreharbeiten begegnet. Eine Befragung des Nachbarn Keller, der inzwischen nach einem Schlaganfall in einer schlechten Verfassung ist, ergibt, dass Bärwald in der Tatnacht in Kellers Garten gekotet und ihn, zur Rede gestellt, nur ausgelacht hatte. Daraufhin verlor Keller die Beherrschung und stieß den Scheinwerfer in den Pool. Unterdessen kommt es in der Seitz-Villa zu einer verbalen Auseinandersetzung zwischen Heise und Seitz, nach dem die Polizei inzwischen fahndet. Heise gibt offen zu, dass er, nachdem Wiederbelebungsversuche fehlgeschlagen waren, dem toten Bärwald mit Seitz’ Flasche, auf der dessen Fingerabdrücke sind, auf den Kopf geschlagen hat, um den Verdacht auf Seitz zu lenken, und dass er dem psychisch labilen Nachbarn Keller eingeredet hat, Seitz beim Umstoßen des Scheinwerfers gesehen zu haben. Heise fühlt sich sicher, denn nachdem aufgeflogen ist, dass Seitz das falsche Geständnis von Stark erkauft hat, wird ihm niemand mehr etwas glauben, und er wird nun wieder ins Gefängnis müssen. Ballauf und Schenk kommen dazu, können aber nicht mehr verhindern, dass Seitz Heise mit dessen zuvor heimlich entwendeter Dienstwaffe erschießt.

## Hintergrund
Der Film wurde vom 10. November 2020 bis zum 10. Dezember 2020 in Köln und Umgebung gedreht.
Die spöttische Beschreibung für die vom Protagonisten Moritz Seitz verkörperte, fiktive Serienrolle als „Tierarzt Dr. Schröder“, Der Arzt, dem die Sauen vertrauen, ist eine Anspielung auf die reale Fernsehserie aus den 1990er Jahren Dr. Stefan Frank – Der Arzt, dem die Frauen vertrauen.

## Rezeption

### Kritiken
„In »Vier Jahren« finden die beiden Filmemacher […] im steten Zeitenwechsel einen starken Sound: sarkastisch, aber zuweilen auch zärtlich. […] Das ist das Berührende an diesem bösen »Tatort«: Feifel, Heinze und Kronjäger spielten, als ginge es um ihr Leben.“

„Die Kölner Kommissare Ballauf […] und Schenk […] feiern Silberhochzeit in dieser Folge, 25 Jahre Tatort Köln. Etliche Male sind sie dabei auch in gewisser Wurschtbudenhaftigkeit gestrandet, aber ein paar Episoden sind geblieben, und diese hier zum Jubiläum ist ein Highlight. "Vier Jahre" zeigt auch dieses: Man sollte alte Männer nicht so schnell abschreiben.“

Der Filmdienst, aus dem sich das Lexikon des Internationalen Films speist, vergab vier von fünf möglichen Sternen und urteilte begeistert: „Komplex gebauter, handwerklich versierter Krimi, der im Spiel mit Zeitebenen und in der Schilderung des Milieus herausragendes Niveau erreicht. Ohne der Routine des ‚Tatort‘-Formats zu verfallen, erzählt er eine eindrückliche Geschichte von Neid, Konkurrenz und ewiger Verstellung.“

### Einschaltquote
Die Erstausstrahlung von Vier Jahre am 6. Februar 2022 wurde in Deutschland von 9,37 Millionen Zuschauern gesehen und erreichte einen Marktanteil von 27,8 % für Das Erste.

## Trivia
In diesem Tatort fährt Freddy Schenk einen US-amerikanischen Ford F-100 Pick-up von 1972 (K-SC 5225H).